# USS Truxtun (CGN-35)
USS Truxtun (CGN-35) byl raketový křižník Námořnictva Spojených států amerických s jaderným pohonem, odvozený od konvenční třídy Belknap. Byl jedinou jednotkou své třídy a čtvrtou postavenou hladinovou lodí amerického námořnictva s jaderným pohonem. Předcházely mu křižníky USS Long Beach, USS Bainbridge a letadlová loď USS Enterprise. Postaven byl v letech 1963–1967 a americké námořnictvo ho provozovalo až do roku 1995. Původně byl klasifikován jako vůdčí loď torpédoborců a teprve roku 1975 se jeho označení změnilo na křižník (CGN).

## Stavba

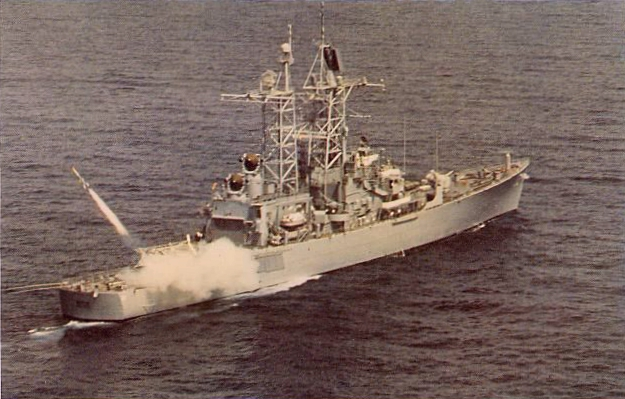
Střela RUR-5 ASROC odpálená z USS Truxtun

Stavba lodi byla objednána 23. června 1962. Kýl byl založen 17. června 1963 v loděnici New York Shipbuilding Corporation v Camdenu ve státě New Jersey. Na vodu byla loď spuštěna 19. prosince 1964 a 27. května roku 1967 byla přijata do operační služby.

## Konstrukce
Konstrukce lodi byla založena na výrazně upraveném projektu křižníků předcházející třídy Belknap. Pod přídí byl instalován nový sonar typu SQS-26.
Po dokončení nesl hlavňovou výzbroj jednoho 127mm kanónu ve věži na přídi a čtyř 76mm kanónů. Protiletadlovou výzbroj představovalo jedno dvojité vypouštěcí zařízení Mk 10 pro protiletadlové řízené střely RIM-2 Terrier, umístěné na zádi. V prostoru pod hangárem byl sklad pro celkem 60 střel. Výzbroj doplňovaly dva 533mm torpédomety. Truxtun byl vybaven plošinou, ze které měl původně operovat bezpilotní vrtulník DASH, po zrušení tohoto programu ho však nahradil víceúčelový vrtulník SH-2 Seasprite systému LAMPS I (musel být zvětšen hangár).
Pohonný systém tvořily dva jaderné reaktory General Electric D2G a dvě turbíny. Lodní šrouby byly dva. Nejvyšší rychlost dosahovala 30 uzlů.

### Modernizace

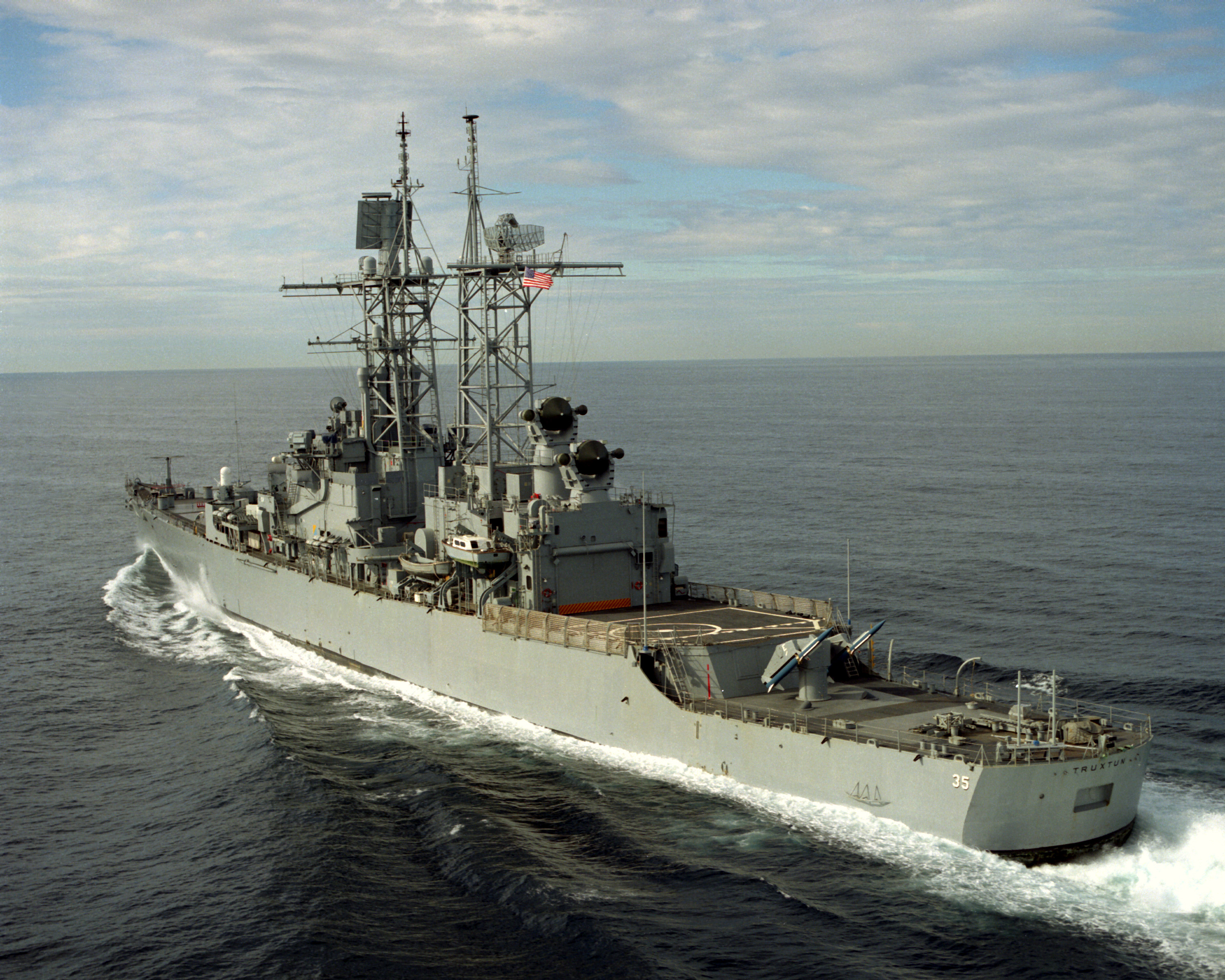
USS Truxtun (CGN-35)

Během služby byl křižník několikrát modernizován. Jeho výzbroj byla například rozšířena o dva čtyřnásobné kontejnery protilodních střel RGM-84 Harpoon (v místě 76mm kanónů), čtyři 12,7mm kulomety a dva 20mm hlavňové systémy blízké obrany Phalanx (mezi dělovou věží a můstkem). Původní 533mm torpédomety nahradily čtyři jednohlavňové 324mm torpédomety pro lehká protiponorková torpéda. Vypouštěcí zařízení protiletadlových střel Mk 10 nahradilo rovněž dvojité typu Mk 26, ze kterého byly odpalovány modernější protiletadlové řízené střely Standard ER, nebo raketová torpéda RUR-5 ASROC.